# Mitsuaria chitosanitabida
Mitsuaria chitosanitabida es una bacteria gramnegativa del género Mitsuaria. Fue descrita en el año 2005, es la especie tipo. Su etimología hace referencia a degradación de quitosano. Es aerobia y móvil por flagelo polar. Tiene un tamaño de 0,7-1 μm de ancho por 2-4 μm de largo. Catalasa y oxidasa positivas. Forma colonias circulares de color marrón claro. Buen crecimiento a temperaturas entre 20-30 °C. Se ha aislado de muestras de suelo. Se utiliza como agente de biocontrol contra la degradación bacteriana del tomate.